# بيلوجا
البيلوجا هو نوع من الأسماك المهاجرة من فصيلة الحفشية.